# Muzeul Căilor Ferate Române
Muzeul CFR din București a fost inaugurat la 10 iunie 1939, sub denumirea Muzeul Ceferiștilor, în cadrul serbărilor „Ceferiadei”, care aniversau 70 de ani de la deschiderea căii ferate București Filaret-Giurgiu. Locația inițială a fost în parcul și arenele Stadionului Giulești.

## Istoric

### Primul Muzeu
Ideea înființării unui muzeu al căilor ferate a apărut în 1924. Cu această ocazie, la inițiativa inspectorului general ing. Theodor Balș, au fost salvate de la dezmembrare mai multe locomotive și vagoane vechi, care staționau prin diferite depouri, între care locomotivele 43 „Călugăreni”, 103 „România” și 683 „Tighina”.
În 1937 s-a publicat în „Foaia Oficială a CFR” nr. 973 din 16 septembrie ordinul de înființare al muzeului. Inginerul V. Mișicu, alături de colaboratorii săi ing. H. Cușută și O. Vătășan au început o muncă de documentare în arhivele CFR, precum și ale Ministerului Comunicațiilor, ale Statului, ale Academiei Române. Totodată au făcut apel la actualii și foștii angajați CFR pentru donații. Colecția rezultată, împreună cu materialul rulant salvat anterior, a fost expusă într-o sală a complexului sportiv Giulești (lungă de 45 m, lată de 18 și înaltă de 9), exponate mai mari, care nu au mai încăput, fiind etalate pe liniile ferate din proximitate. Astfel s-a format nucleul Muzeului Ceferiștilor, cu intenția ca pe viitor să fie mutat în gara Filaret, după dezafectarea acesteia. Inaugurarea muzeului a avut loc cu ocazia „Ceferiadei” din 10 iunie 1939.
Printre exponatele de seamă au fost:

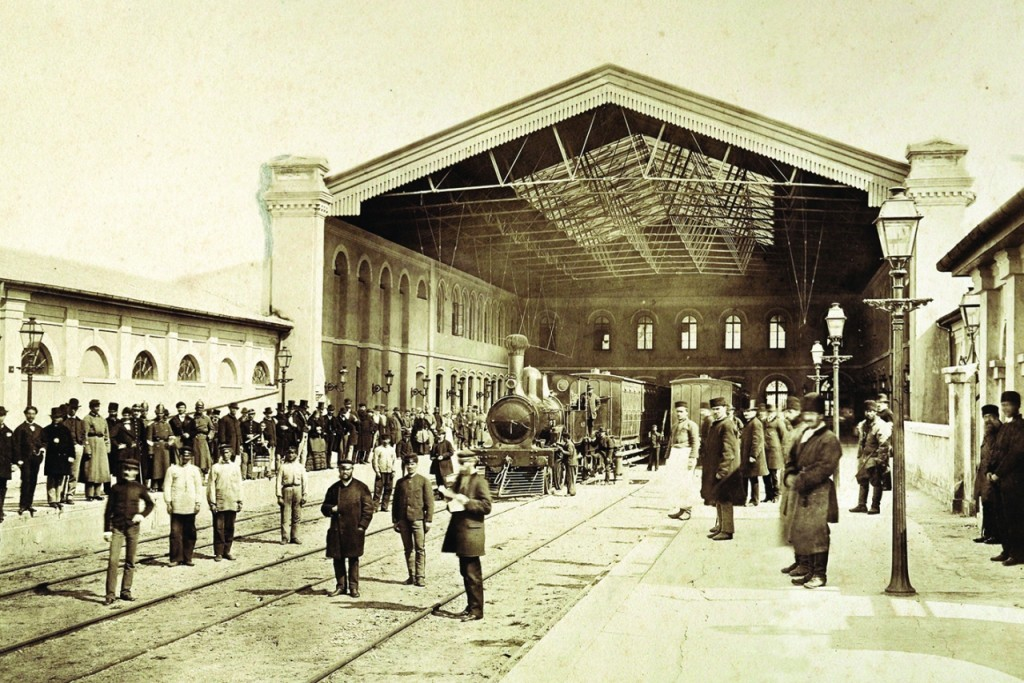
Gara Filaret, 1873

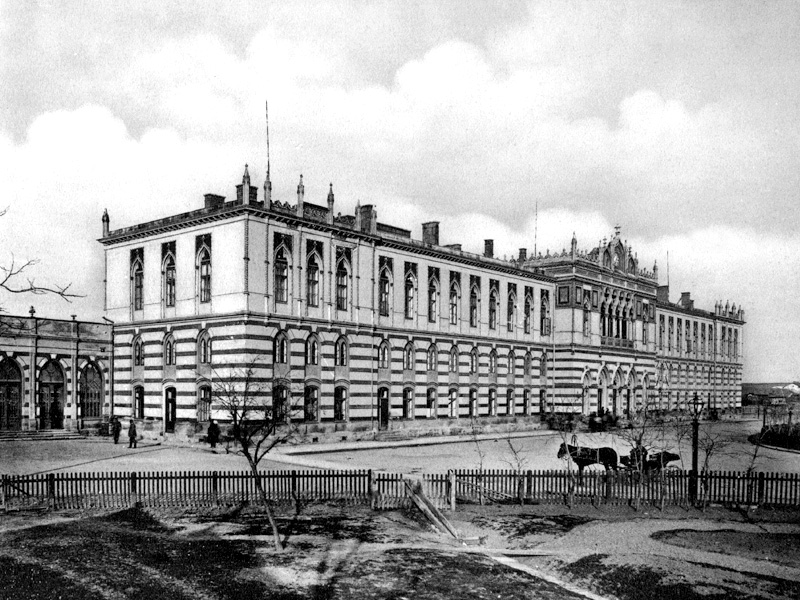
Gara Iași

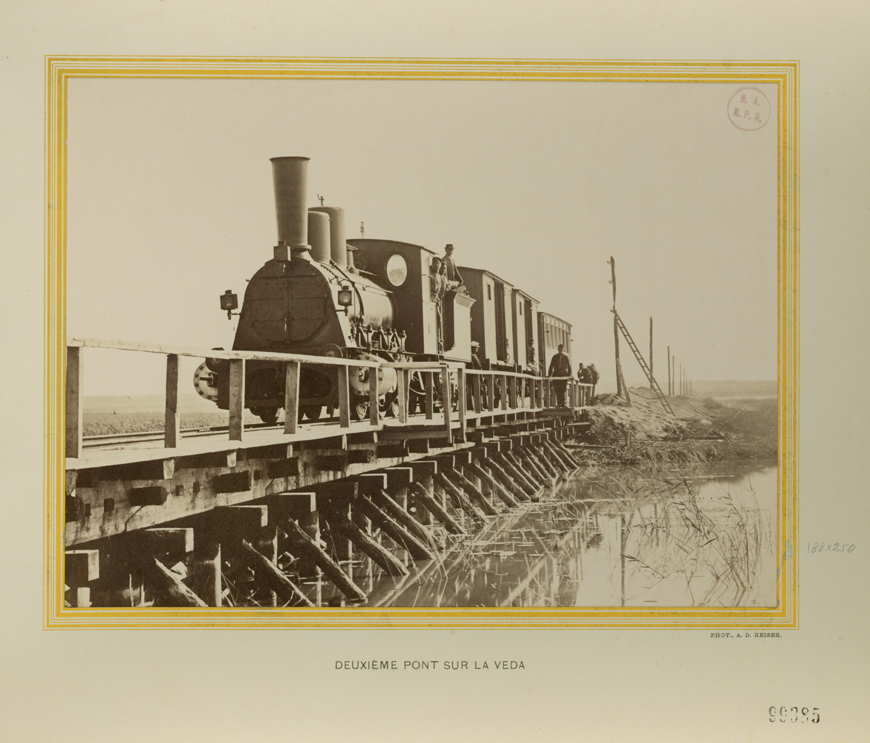
Tren și pod pe Calea ferată militară Frățești-Zimnicea, 1877

- Legate de linia București-Giurgiu:
  - Locomotiva 43 „Călugăreni” și 3 vagoane de epocă reconstituite după desene (respectiv de clasa I, II și III)
  - Decretul de prezentare în fața parlamentului a proiectului de lege privind concesionarea liniei, semnat de Alexandru Ioan Cuza în 1865 și a convenției adiționale cu antrepriza Stanforth&Barkley semnat de Carol I la 14 decembrie 1866 (în copie)
  - Adresa din decembrie 1866 a cetățenilor din Giurgiu către Președintele Camerei, care cer ca linia ferată să nu fie construită (în copie)
  - Ordinul de serviciu № 2, în limba franceză, privind punerea în circulație a trenurilor pe linie, din 20 octombrie 1869 (în copie)
- Legate de linia Lemberg-Cernăuți-Iași:
  - Decretul de prezentare în fața parlamentului a proiectului înființare a liniei Lemberg-Galați, semnat de Alexandru Ioan Cuza în 6 martie 1862 (în copie)
  - Chitanțe de expropriere și cesiune pentru moșiile Ruginoasa, respectiv Mircești
  - O pictură în ulei a gării Iași din 1870
- Legate de linia Cernavodă-Constanța:
  - Actul original de concesiune, cu firmanul sultanului și semnătura lui Trevor Barkley, din 1 septembrie 1857
  - Planul original al liniilor și proprietăților Companiei portului Constanța, în limba turcă
  - Locomotiva 683 „Tighina” din 1860, una dintre primele 8 locomotive engleze de pe această linie
  - Două cupoane de șină tip Brunel (_∏_), folosite la construirea liniei în 1857-1860
  - Fotografiile Gării Constanța, din 1860, și a atelierelor Constanța, din 1865
  - Un model din aliaj după nitul de argint bătut de Carol I la inaugurarea podului peste Dunăre în 1895, cu cifrul regal pe floare.
- Bilete de călătorie cu diligența din perioada 1865-1868 din colecția Ciurcu, pe distanțele București-Zizin, București-Brașov, Brașov-Sibiu și Brașov-Timișoara
- Alt material rulant:
  - Primul vagon-salon al trenului regal de pe linia București-Predeal, din 1879, pe trei osii, care la acea vreme era iluminat cu sfeșnice cu lumânări. Bogate decorațiuni interioare și exterioare, cifrul regal în bronz aurit (în sală)
  - Prima locomotivă de cale îngustă de pe linia Crasna-Huși, 001 „Lespezi”, care a funcționat pe linie în perioada 1884-1937 (în sală)
  - Vagonul clasa I-II 00605 din 1885 de pe aceeași linie, cu încălzire sistem May-Pape (în sală)
  - Vagoanele 62 sufragerie și 64 bucătărie ale trenului regal, pe 3 osii (în parc)
  - Locomotiva 20 „Racova”, tip Orleans, din 1886, prima care a condus trenul fulger cu 95 km/h (în sală)
  - Locomotiva 597 „Ocna”, din seria 597-680, din 1890, pentru trenuri de marfă cu profil ușor (în parc)
  - Plugul de zăpadă 615, simplu, împins de locomotive (în parc)
  - Plugul de zăpadă mecanic 628, construit în 1931 în Suedia (în parc)
  - Automotorul De Dion Bouton 125, cu motor cu benzină și transmisie electrică, fabricat la Johann Weitzer din Arad în 1906 într-o serie de 7 bucăți pentru CFR
  - alte locomotive și vagoane conservate în depozite în vederea extinderii capacității de expunere
- Ordin din aprilie 1873, în limbile română și germană, prin care Societatea Acționarilor CFR solicită tot sprijinul pentru Carol Popp de Szathmari, care urma să fotografieze gările și podurile principale în vederea unui album destinat unei expoziții la Viena
  - Din acest album au fost expuse fotografii cu gările Filaret, Botoșani și Fălticeni, precum și locomotivele LCI 55 „Porumbelu” la tren de călători în gara Roman, 56 „Curierul” în reparație alături de altele la atelierele Pașcani și 33 „Mihăileni” la tren de marfă
- Legat de Războiul de independență:
  - o fotografie cu sosirea Marelui Duce Nicolae în Gara de Nord
  - 15 fotografii ale liniei militare Frățești-Zimnicea
- Acte de serviciu și decrete din perioada 1887-1908 din colecția ing. Emil Miclescu, fost director general al CFR
- Cupoane de șină din diverse perioade începând din 1864
- Două dintre primele pompe de la castele de apă de pe linia Lemberg-Iași și două pompe de apă de pe alte linii
- Legat de linia Ploiești-Predeal:
  - Rapoarte, planuri, telegrame și alte documente din timpul construirii liniei, din 1876-1878
  - Meniul de la inaugurarea din Sinaia
- Fotografii din atelierul CFR București-Nord (1872-1931)
- Fotografii din Primul Război Mondial:
  - Armament fabricat în atelierele CFR
  - Atelierele Galați, alături de rapoarte, ordine și bonuri de rechiziție de acolo
  - Distrugeri în Bucovina
- Biroul ing. Theodor Dragu, cel care a întemeiat Serviciul de Ateliere și Tracțiune al CFR și care a inventat, în 1902, pulverizatorul de păcură
- pulverizatorul de păcură și cutia de grăsime inventate de ing. Gheorghe Cosmovici în 1905, respectiv 1909.
- Planorul „ing. Ion Macovei”
- Alte documente, cărți, fotografii, broșuri, uniforme și planuri, donate de vechi ceferiști și diverse persoane și instituții

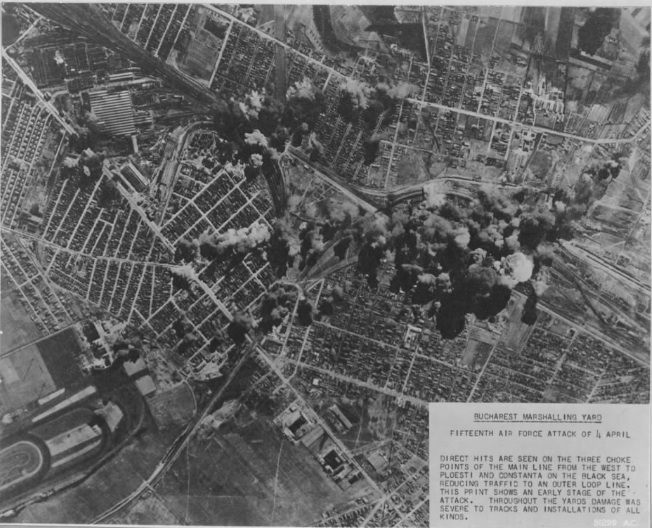
Imagine aeriană a bombardamentelor din 4 aprilie 1944 din zona Gării de Nord

Curând după deschiderea acestui muzeu a izbucnit al Doilea Război Mondial. În timpul bombardamentelor anglo-americane din primăvara anului 1944 a fost atins și stadionul Giulești, inclusiv muzeul, ocazie cu care au fost distruse o mare parte din exponate. Ceea ce mai rămăsese din colecția muzeului distrus, a fost depozitat într-o sală de la parterul Palatului administrativ C.F.R.

### Actualul muzeu
În primavara anului 1953 a fost înființat Muzeul Tehnic al Căilor Ferate, amenajat în actuala clădire din Calea Griviței 193 B, care se află în imediata apropiere a Gării de Nord din București. În iulie 1968 muzeul a fost închis pentru reamenajare și a fost redeschis cu ocazia sărbătoririi centenarului liniei București Filaret-Giurgiu, în anul 1969.
În 1991, din cauza lucrărilor pentru construirea stației de metrou „Gara de Nord”, a fost demolată mica hală ce adăpostea garnitura „Călugăreni”, iar exponatele au fost mutate în celelalte săli ale muzeului sau conservate în depou.

## Colecții

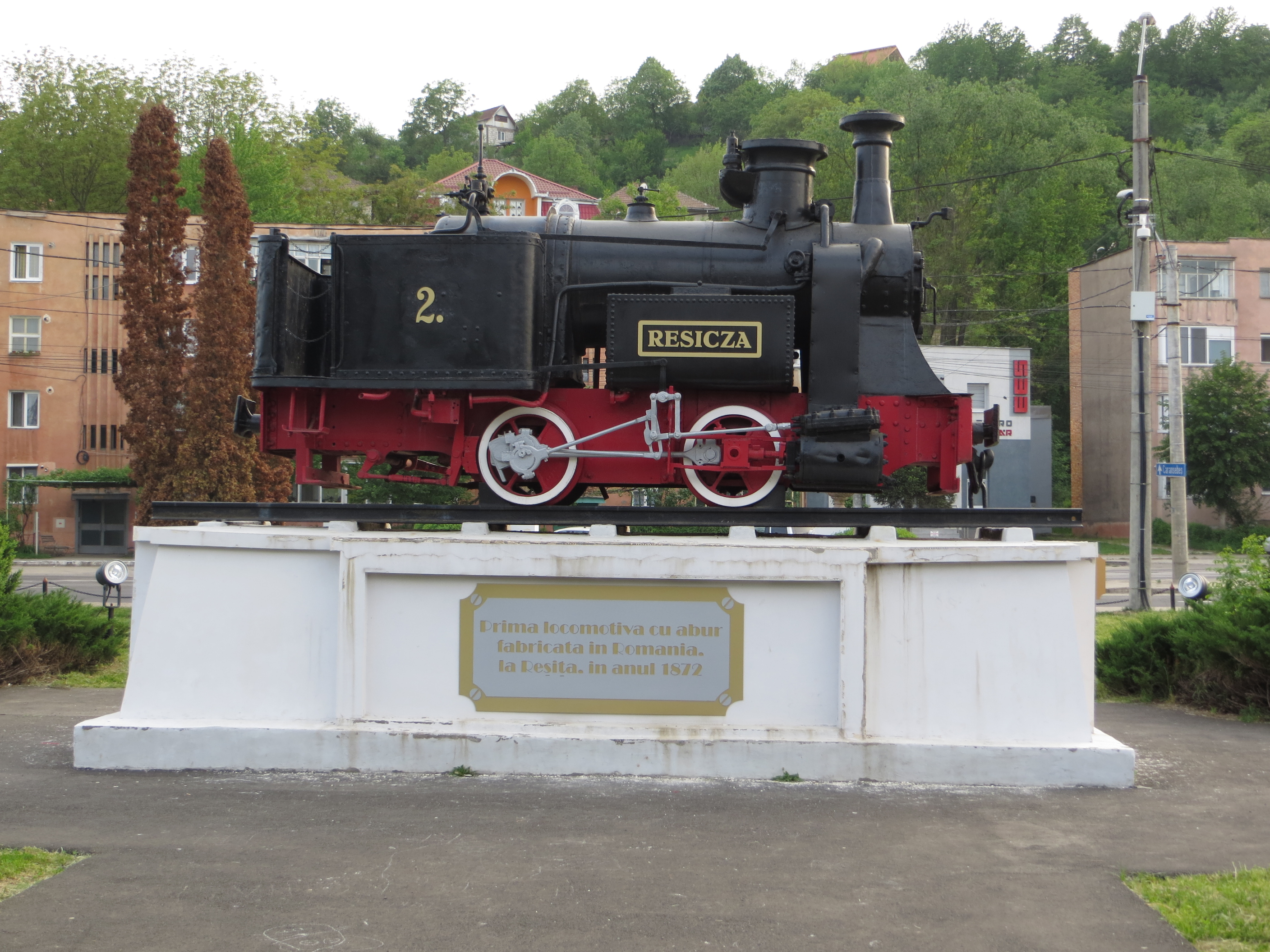
Locomotiva 2 Reșița

În patrimoniul Muzeului Căilor Ferate Române se află garnitura reconstituită a trenului care a făcut prima cursă pe o cale ferată în România, în luna octombrie a anului 1869, între București și Giurgiu, fiind tras de locomotiva cu abur „Călugăreni”. Aceasta a circulat timp 31 de ani, între 1869 și 1900, pe linia București-Giurgiu, după care a rămas la depou și a fost folosită doar pentru a executa manevre. La serbările Ceferiadei din anul 1939 a remorcat un tren festiv compus din trei vagoane reconstituite după planuri vechi, ulterior fiind expusă în Muzeul CFR de la stadionul Giulești. În timpul bombardamentelor din 1944, locomotiva a suferit serioase avarii. A fost restaurată și, începând din 1953, s-a expus la Casa Tehnică a căilor ferate. În anii 1969 și 1994 a suferit reparații capitale pentru a remorca de la București la Giurgiu și retur trenurile de epocă cu ocazia centenarului și, apoi, a împlinirii a 125 de ani de exploatare a căii ferate București – Giurgiu. Garnitura trenului „Călugăreni”, compusă din locomotivă și 3 vagoane de tip clasă, și anume clasa a I-a, a II-a și a III-a, se află în prezent remizată pe o linie din incinta Remizei CFR Mogoșoaia, într-un hangar special amenajat, destinat vagoanelor speciale, reducând la minim degradarea fizică a vagoanelor, fiind ferit de soare, ploaie și zăpadă. Viteza maximă de circulație a acestui tren este de 30 km/h. În muzeu este expusă o machetă a locomotivei.
Tot în Muzeul CFR a fost expusă o locomotivă Reșița realizată în anul 1873, precum și machete reprezentând locomotive construite în țară, macheta unei instalații de centralizare electrodinamică cu relee, înzestrată cu bloc de linie automat și cu instalații dispecer.
Colecția muzeului mai cuprinde machete de vagoane, un telegraf Morse din 1869, fotografii, acte vechi, costume de ceferiști, obiecte cu caracter memorial legate de personalități cum ar fi Anghel Saligny (1854-1925) și Elie Radu (1853-1931), cu realizări deosebite în domeniul podurilor feroviare.
După o lungă perioadă cât nu a fost accesibil publicului, muzeul a fost redeschis la 16 mai 2012. Cu acest prilej a fost inaugurată cea mai mare dioramă feroviară la scara 1:87 din România.  Diorama are dimensiunile de 14.4 x 4 m, are 260 m de șine (H0 + H0e) dispuse pe 3 nivele, și este complet automatizată.
Materialele și documentele care alcătuiesc colecția muzeului ilustrează evoluția mijloacelor de transport feroviare în general, o atenție aparte fiind acordată dezvoltării Căilor Ferate Române.

## Aspecte din muzeu

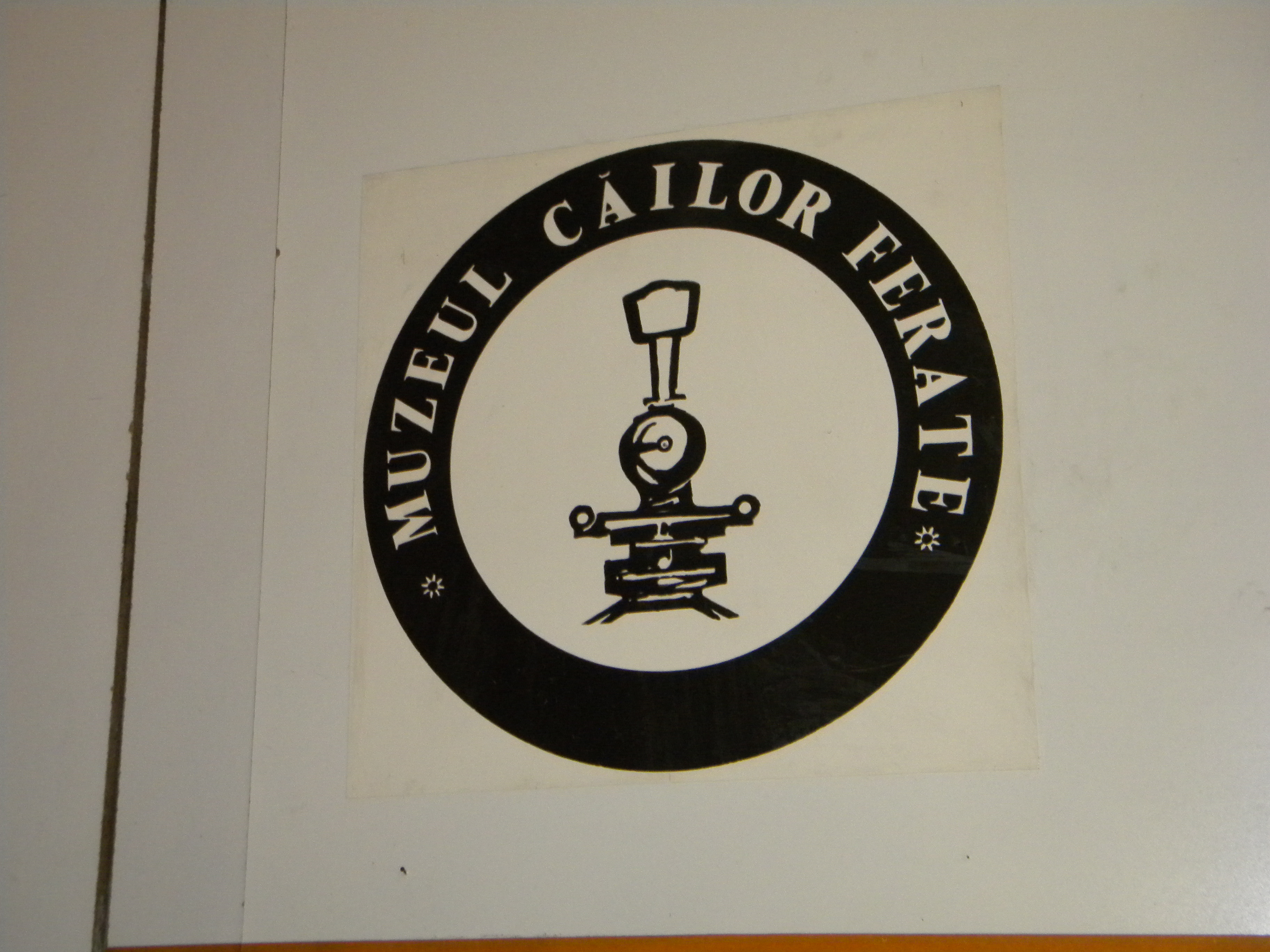
Sigla muzeului
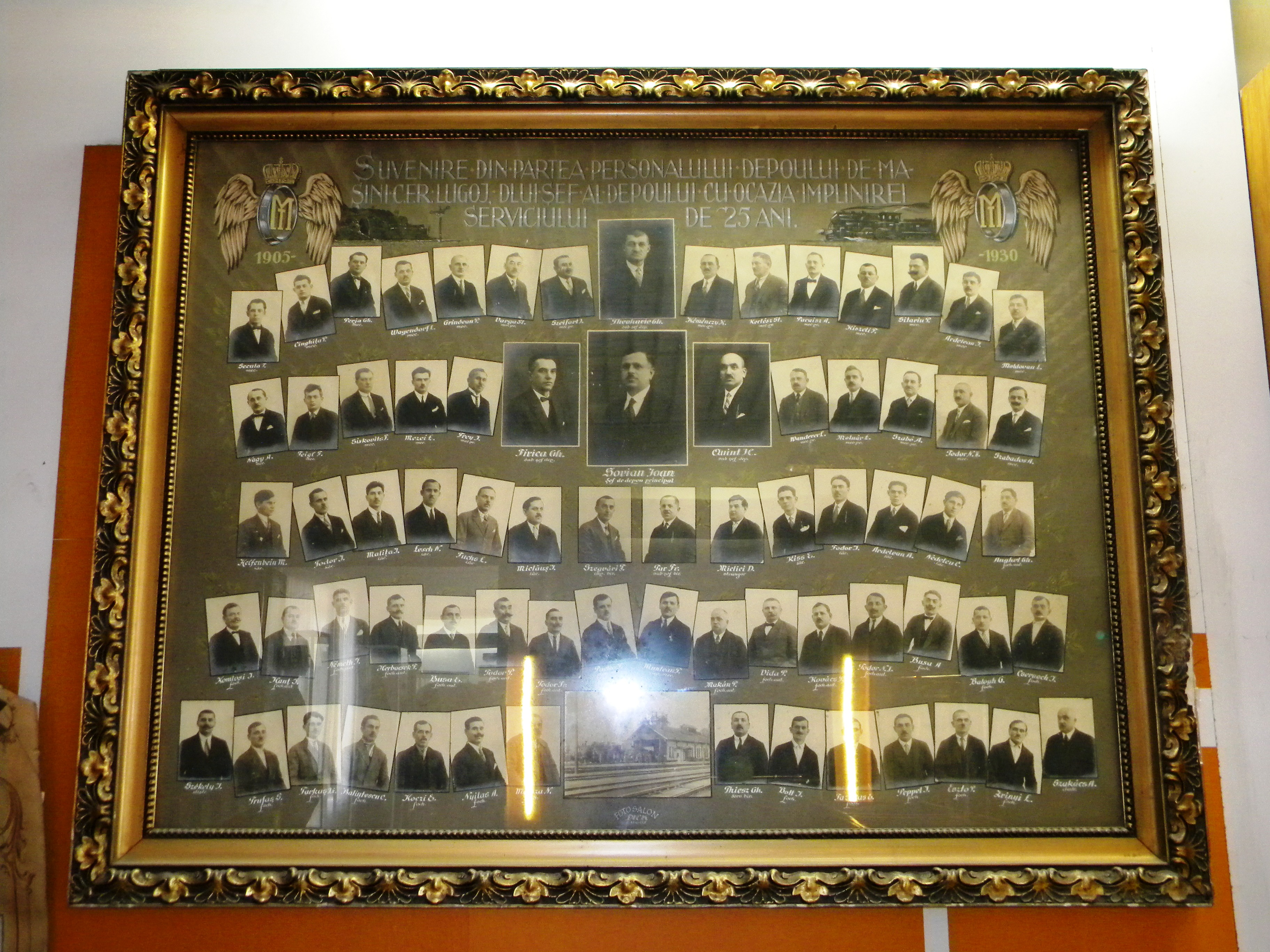
Tablou aniversar
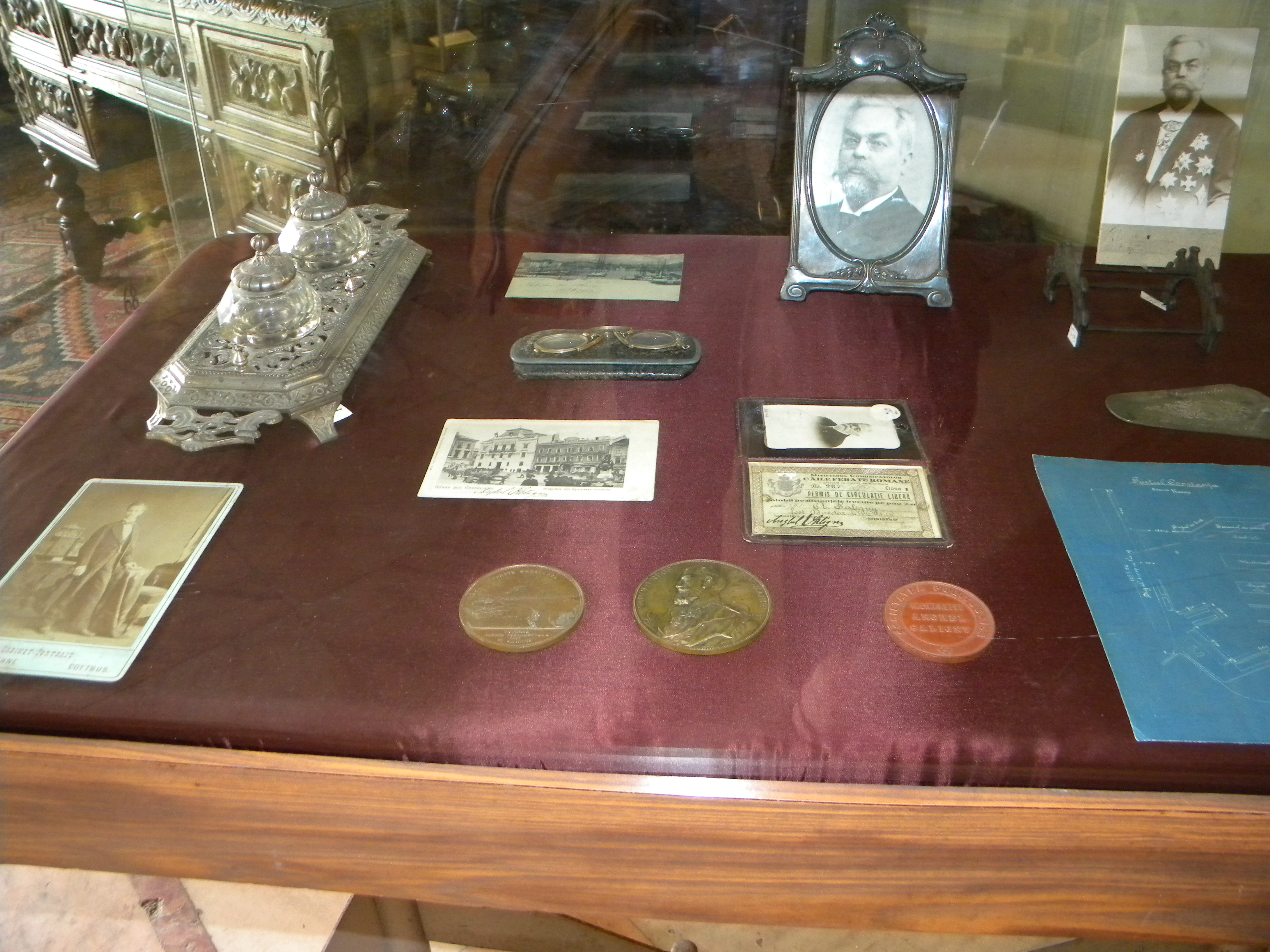
Biroul lui Anghel Saligny
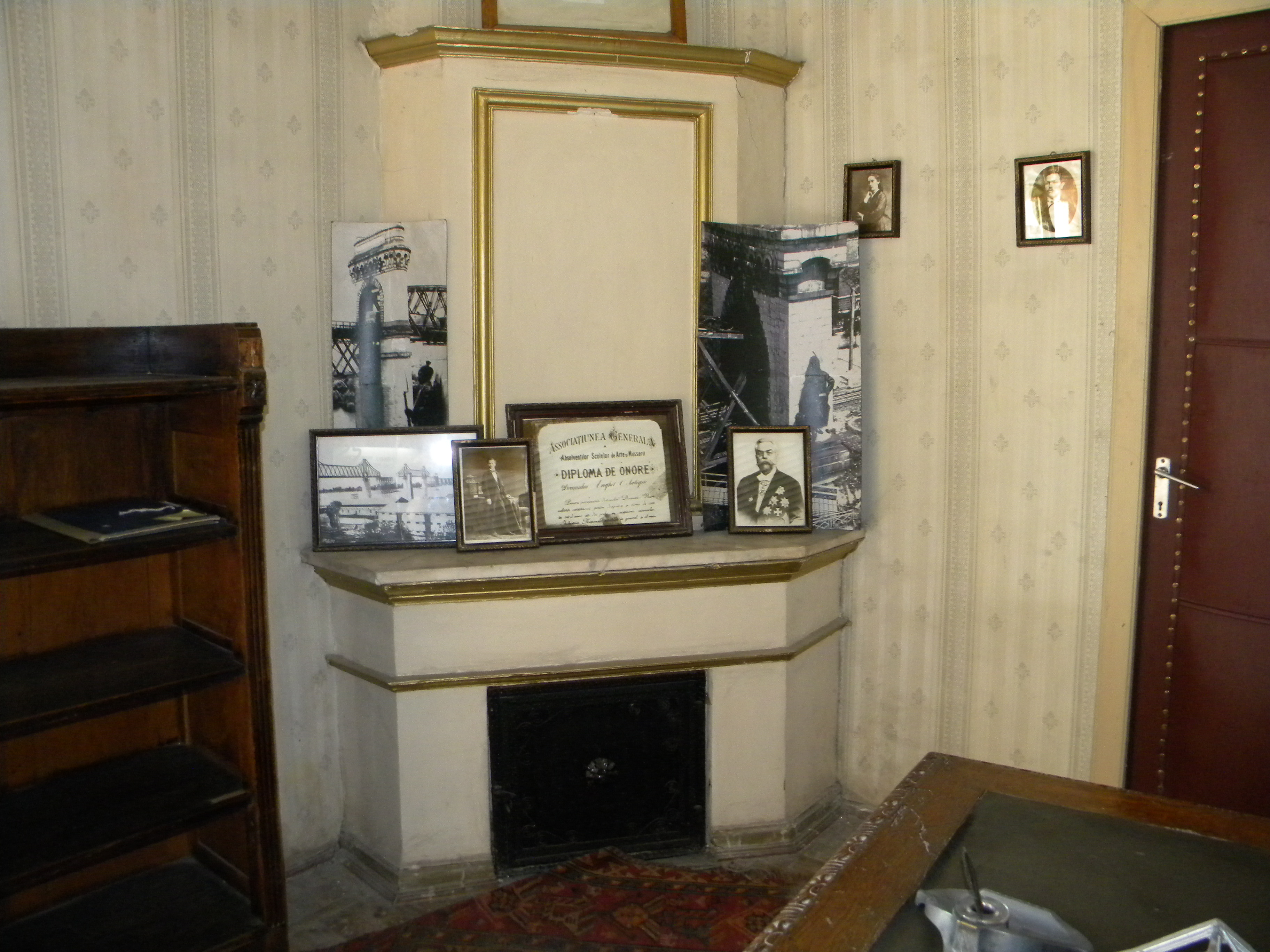
Biroul lui Anghel Saligny
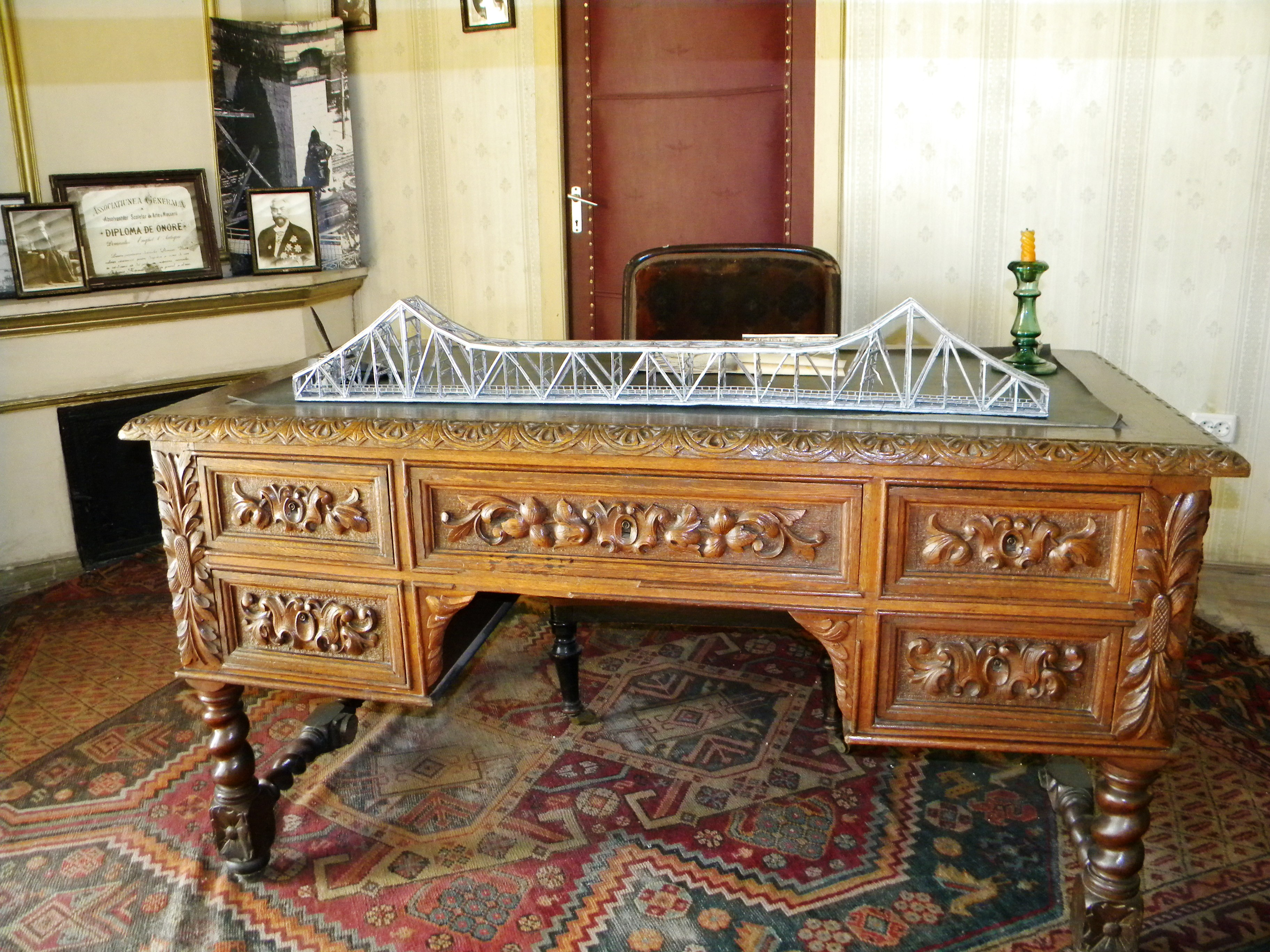
Biroul lui Anghel Saligny
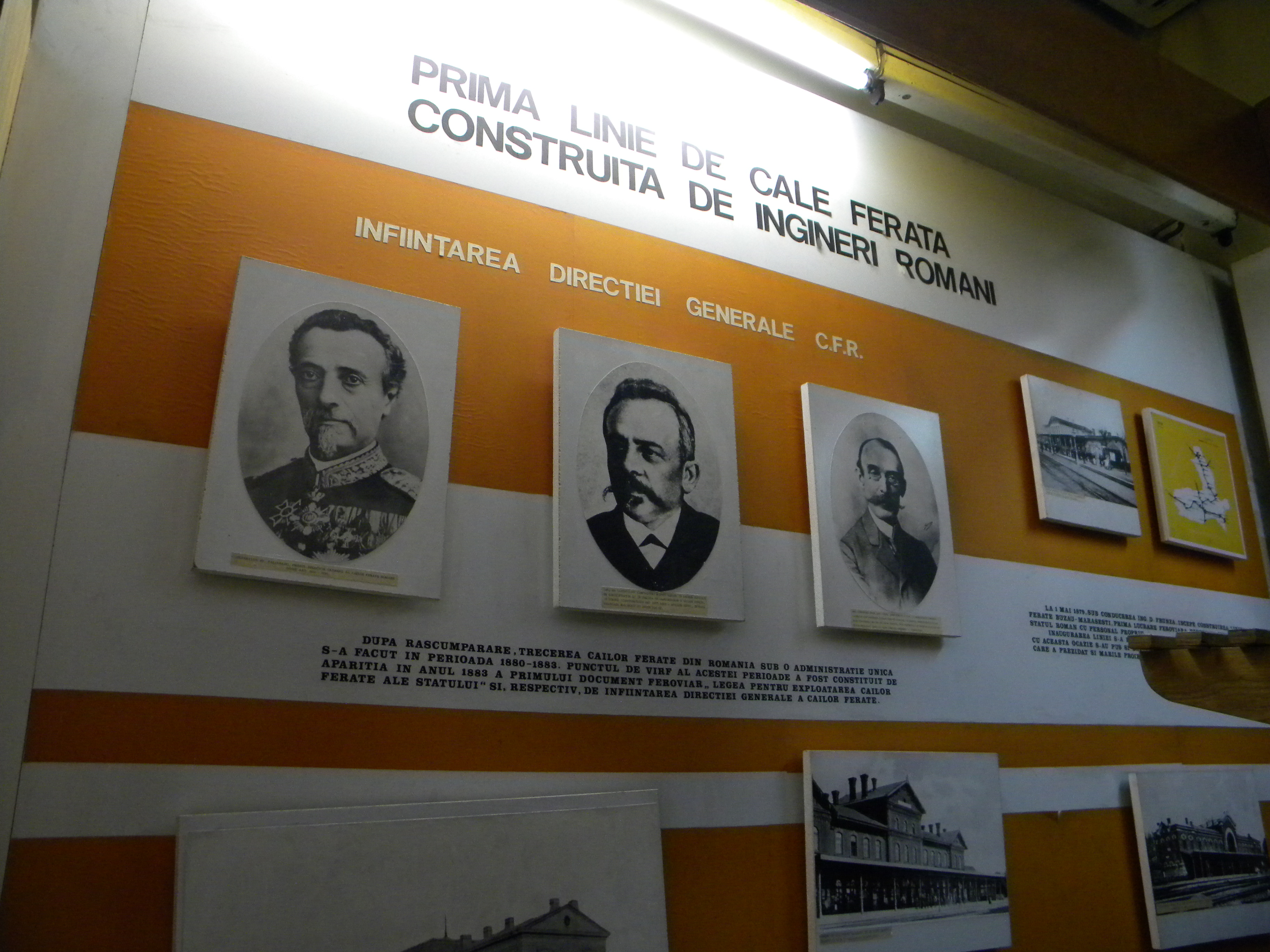
Ingineri români ai CFR
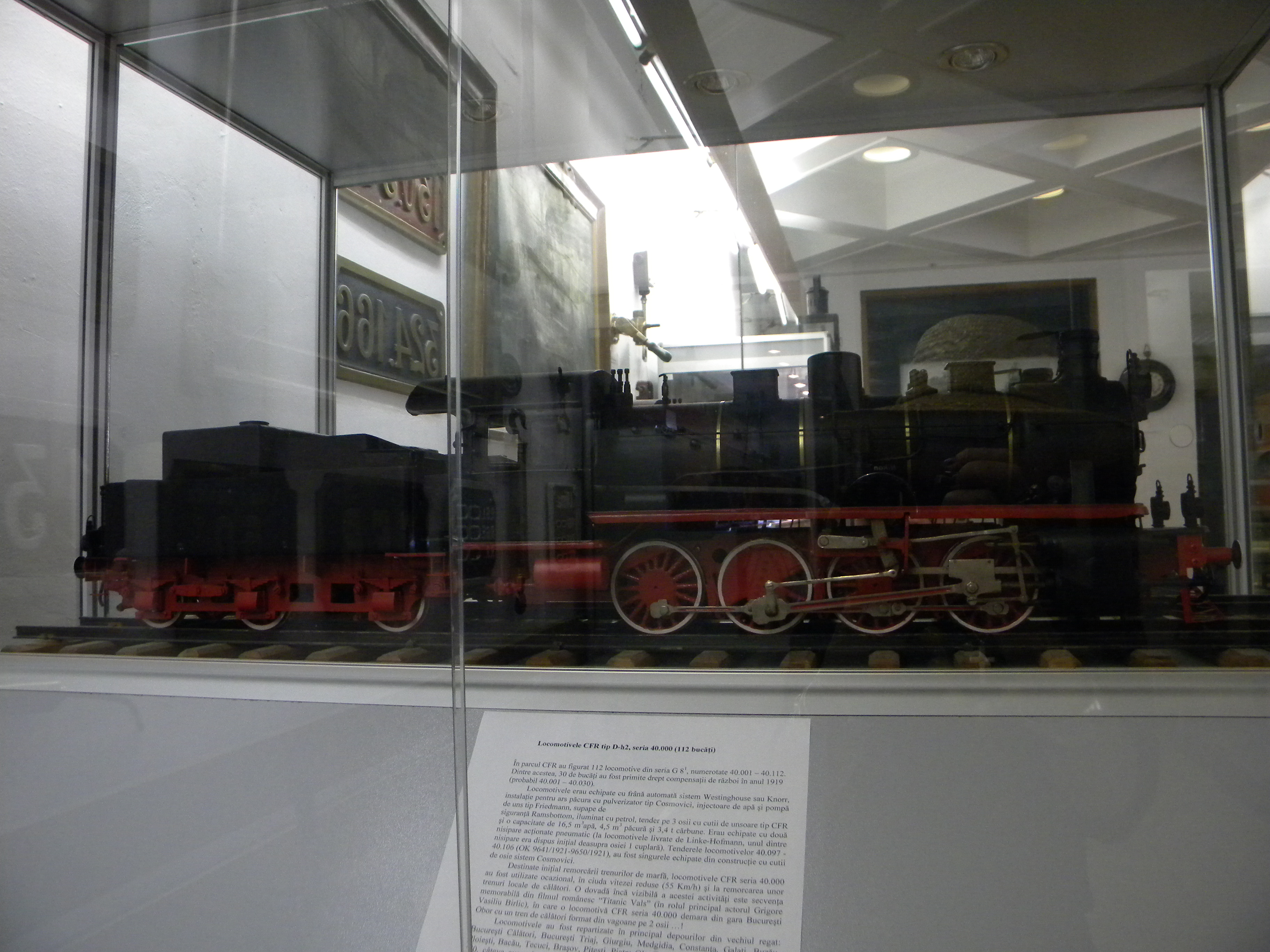
Macheta locomotivei seria 40.000
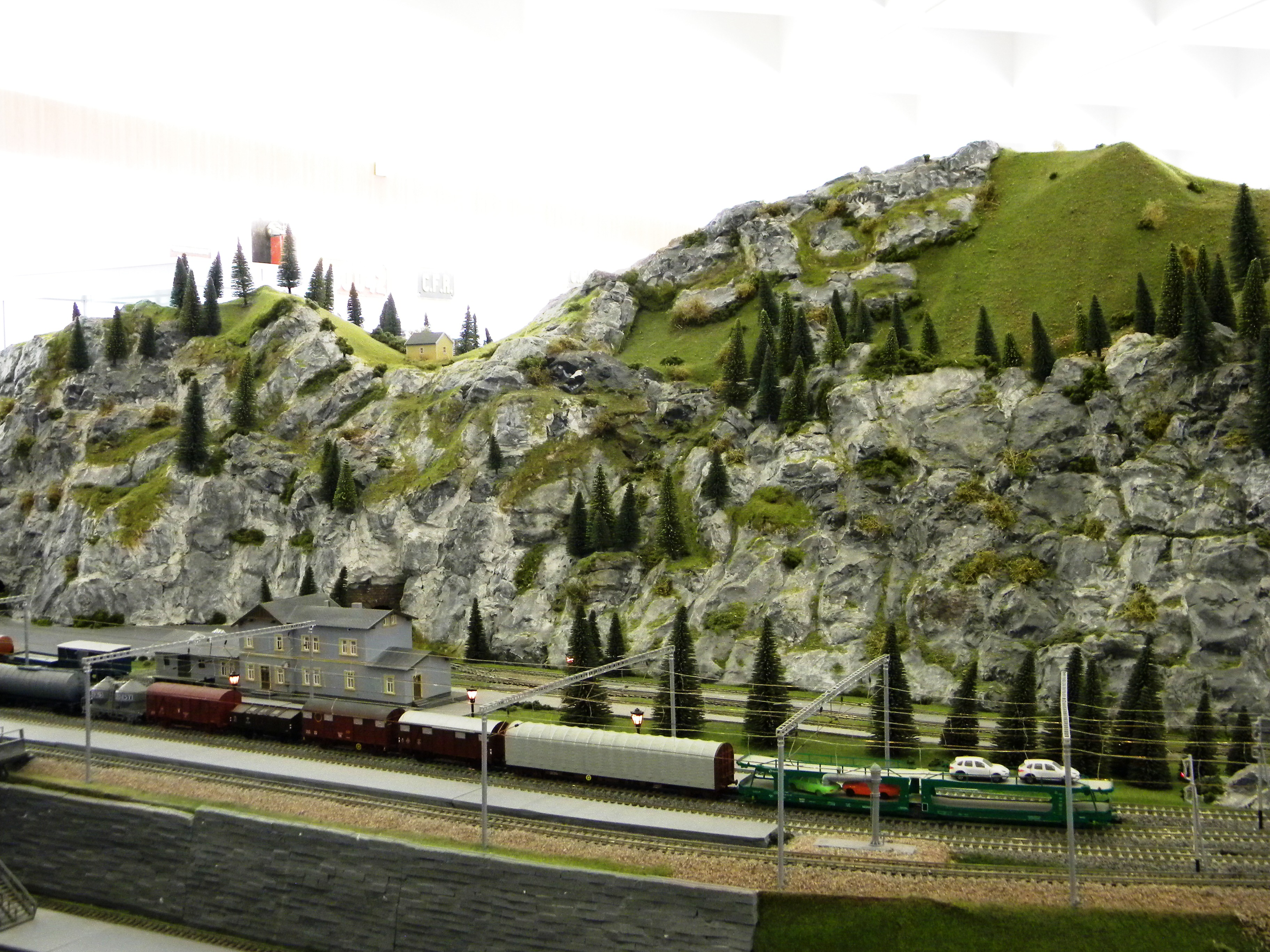
Detaliu din diorama muzeului